# Evangelische Kirche (Reihen)

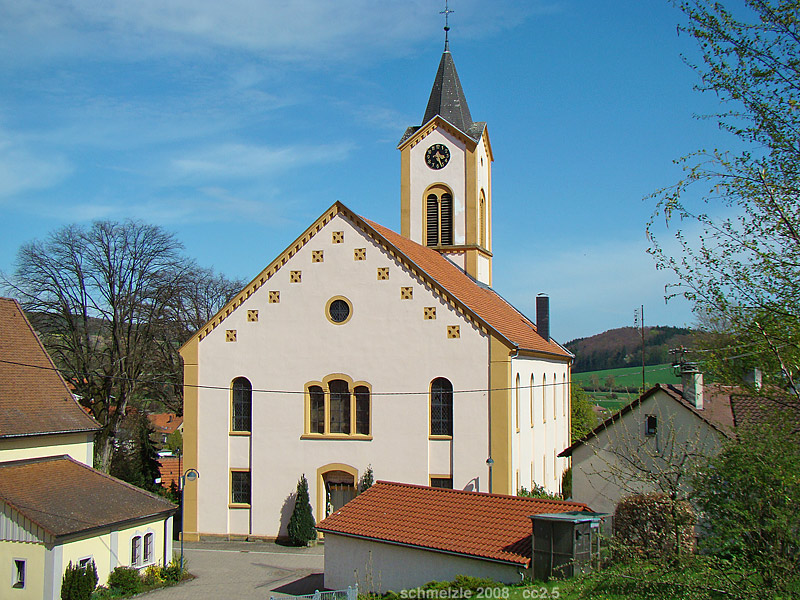
Evangelische Kirche in Reihen, im Vordergrund links die katholische Kirche Mariä Geburt

Die Evangelische Kirche in Reihen, einem Stadtteil der Großen Kreisstadt Sinsheim im Rhein-Neckar-Kreis in Baden-Württemberg, wurde an der Stelle der ursprünglichen Pfarrkirche des Ortes 1842 nach Plänen von Christoph Arnold erbaut.

## Geschichte
Im Jahr 1496 wurde eine Marienkirche in Reihen urkundlich erwähnt. Diese wurde 1521 durch einen gotischen Neubau ersetzt. Die gotische Kirche scheint mehrfach ergänzt und umgebaut worden zu sein. Ihr separat stehender Glockenturm wies die Jahreszahl 1571 auf, 1737 hat man das Langhaus ganz oder teilweise ersetzt. Die Kirche wies 1839 erhebliche Baumängel auf, so dass man sie 1842 abriss und 1843 die heutige klassizistische Kirche errichtet und geweiht wurde.

## Glocken
Die alte evangelisch-reformierte Kirche besaß ursprünglich wohl nur eine Glocke, die 1713 bei Georg Christoph Weyer in Heidelberg umgegossen wurde. 1728 kam eine bei Johann Daniel Rohr in Heilbronn gegossene zweite Glocke mit einem Gewicht von 174 kg hinzu. Beide Glocken wurden 1778 bei Anselm Franz Speck in Heidelberg zu neuen Glocken mit einem Gewicht von 190 kg bzw. 100 kg umgegossen. 1821 erhielt die Kirche noch eine dritte Glocke, die 1774 ebenfalls bei Speck in Heidelberg gegossen worden war und vormals in der lutherischen Kirche in Reihen hing. Im Ersten Weltkrieg mussten die beiden größten Glocken zu Rüstungszwecken abgeliefert werden, so dass nur die Glocke von 1774 in der Kirche verblieb. 1920 erhielt die Kirche wieder eine zweite Glocke. Diese wurde bei der Glockengießerei Bachert in Karlsruhe gegossen, hatte den Schlagton c‘‘, einen Durchmesser von 69 cm und ein Gewicht von 157 kg. Im Folgejahr zwesprang die historische Glocke von 1774 und wurde bei Bachert in Karlsruhe umgegossen. Die neue Glocke hatte den Schlagton dis‘‘, einen Durchmesser von 69 cm und ein Gewicht von 120 kg. 1922 wurde schließlich mit einer weiteren Glocke von Bachert in Karlsruhe das Geläut wieder zum Dreiklang komplettiert. Die Glocke von 1922 hatte den Schlagton cis‘‘, einen Durchmesser von 84 cm und ein Gewicht von 300 kg.
Im Zweiten Weltkrieg mussten abermals die beiden größten Glocken abgeliefert werden, so dass nur der Umguss von 1921 im Turm verblieb. Nach dem Zweiten Weltkrieg wurde ein neues Gussstahl-Dreigeläut beim Bochumer Verein gegossen. Die größte Glocke hat den Schlagton fis‘, einen Durchmesser von 135 kg und ein Gewicht von 985 kg.  Die mittlere Glocke hat den Schlagton a‘, einen Durchmesser von 113 cm und wiegt 615 kg. Die kleine Glocke hat den Schlagton h‘, einen Durchmesser von 101 cm und ein Gewicht von 420 kg. Die alte Bronzeglocke verblieb zunächst aufgabenlos im Kirchturm und kam 1971 auf den Reihener Friedhof.